# L'Expulsion (film)
Pour les articles homonymes, voir L'Expulsion.
Pour plus de détails, voir Fiche technique et Distribution.
L'Expulsion (Die Austreibung - die Macht der zweiten Frau) est un film allemand réalisé par Friedrich Wilhelm Murnau, sorti en 1923.

## Synopsis
Steyer mène une vie retirée dans les Monts des Géants avec ses parents, sa seconde épouse Ludmilla et sa fille Ænne née d'un premier mariage, où il exploite une mine. Mais Ludmilla n'a épousé Steyer que pour l'argent : elle est soumise au chasseur Lauer, qu'elle continue de voir en secret. Lorsque Steyer découvre son infortune et qu'il surprend Lauer devant la mine, il interroge vivement sa femme. Celle-ci nie tout et lui dit que Lauer vient en réalité voir Ænne ; le soir, elle emmène son mari danser pour lui prouver son amour. Steyer, rentré saoul, n'a plus qu'une idée : fiancer sa fille Ænne à Lauer, et revendre sa mine. Il s'aperçoit trop tard de sa méprise : sa maison est vendue, Ludmilla a disparu avec Lauer et lorsqu'il s'en retourne vers la mine, ses parents déménagent. Il a tout perdu en l'espace d'une nuit.

## Fiche technique
- Titre original : Die Austreibung - die Macht der zweiten Frau
- Titre français : L'Expulsion
- Réalisation : Friedrich Wilhelm Murnau
- Scénario : Thea von Harbou, d'après une pièce de Carl Hauptmann
- Direction artistique : Erich Czerwonski Rochus Gliese
- Photographie : Karl Freund
- Musique : Hans Joseph Vieth
- Production : Erich Pommer
- Société(s) de production : Decla-Bioskop
- Société(s) de distribution : Decla-Film
- Pays d'origine : République de Weimar
- Langue : Film muet
- Interlignes : allemand
- Genre : Drame
- Durée : 40 minutes - 1 557 mètres (4 bobines)
- Dates de sortie : République de Weimar : 23 octobre 1923 (Berlin)

## Distribution
- Carl Goetz : Steyer, le père
- Ilka Grüning : Steyer, la mère
- Eugen Klöpfer : le fils Steyer
- William Dieterle : Lauer, le chasseur
- Aud Egede Nissen : Ludmilla
- Emilie Kurz : la couturière du village
- Robert Leffler : le prêtre
- Lucie Mannheim : Änne
- Jakob Tiedtke : l'écrivain public

## Lieux de tournage
Le film a été tourné en Pologne dans la voïvodie de Basse-Silésie (Dolnośląskie), aux monts des Géants (massif de Karkonosze) à Schlingelbaude (pl) et à la Schronisko Strzecha Akademicka (pl).